# Natrijev fluorid
Natrijev fluorid je anorganska  spojina s formulo NaF. Je brezbarvna trdnina in v mnogo aplikacijah vir fluoridnih anionov (F-). Je cenejši in manj higroskopen od sorodnega kalijevega fluorida (KF).

## Struktura, splošne lastnosti in nahajališča
NaF je ionska spojina, ki pri raztapljanju disociira na Na+ in F- ione. Podobno kot natrijev klorid kristalizira v kubičnem kristalnem sistemu, v katerem Na+ in F- ioni zasedajo oktaedrično koordinirane položaje.  Dolžina osnovne celice je približno 4,62 Å in je malo manjša od dolžine celice natrijevega klorida. 
Naravni mineral NaF je viljomit, ki je precej redek. Pojavlja  se v nefelinsko sienitskih  kamninah.

## Priprava
NaF se pripravlja z nevtralizacijo flourovodikove (HF) ali  heksafluorosilicijeve kisline (H2SiF6).  Nastaja tudi kot stranski proizvod fluorapatita (Ca5(PO4)3F) iz fosfatnih rud v proizvodnji superfosfatnih umetnih gnojil. Sredstvi za nevtralizacijo sta lahko natrijev hidroksid ali natrijev karbonat. Za obarjanje NaF se včasih uporabljajo alkoholi:
HF + NaOH → NaF + H2O
Iz raztopin, ki vsebujejo HF, se NaF obarja kot bifluorid (NaHF2), ki s segrevanjem razpade na HF in NaF:
NaHF2 ⇌ HF + NaF
Letna svetovna poraba NaF  leta 1986 je bila ocenjena na nekaj milijonov ton.

## Uporaba

### Zdravljenje osteoporoze
Natrijev fluorid se uporablja za zdravljenje osteoporoze, zlasti pri ženskah po menopavzi. Spojina stimulira tvorbo kosti in povečuje njihovo gostoto: pri ženskah z osteoporozo za 8 odstotkov na leto v ledvenem delu hrbtenice in 4 odstotke v proksimalnem delu stegnenice, vendar hkrati zmanjšuje gostoto trdih kosti za  2 odstotka na leto. Kosti s preveliko vsebnostjo fluorida imajo nenormalno strukturo in morda povečano krhkost. Zdravljenje z natrijevim fluoridom, ki zelo poveča mineralno gostoto kosti, ima kljub temu majhen vpliv na število zlomov. Obstajajo dokazi, da so manjši odmerki počasi sproščajočega se natrijevega fluorida lahko bolj učinkoviti.

### Slikanje okostja
V medicinskem slikanju okostja je natrijev fluorid z izotopom 18F eden od najstarejšim markerjev v pozitronski emisijski tomografiji (PET), ki se uporablja že od 1960. let.  NaF daje večjo občutljivost in prostorsko razločljivost. Razpolovni čas 18F je 110 minut, zato se mora uporabiti takoj po pripravi. Zaradi te omejitve se namesto njega pogosto uporabljajo pripravki z bolj priročnim tehnecijem 99Tc.  Za 18F na splošno velja, da je za slikanje okostja  bolj primeren, zlasti zato, ker se iz krvi zelo hitro prenese v kosti. To seveda pomeni, da se v kratkem času doseže veliko kontrastnost kosti v primerjavi z ozadjem. Pomembno je tudi, da imajo fotoni, ki nastajajo z razpadom 18F visoko energijo (511 keV) v primerjavi s 99Tc (140 keV).

### Fluoriranje  pitne vode
Fluoridi se pogosto dodajo pitni vodi (v nekaterih državah tudi živilom) za ohranjanje zdravja zob. Fluori povečuje trdnost zob s tvorbo fluorapatita, naravne sestavine zobne sklenine.  Namesto natrijevega fluorida se, zlasti v ZDA, uporabljajo tudi  heksafluorosilicijeva kislina (H2SiF6) in njena natrijeva sol heksafluorosilikat (Na2SiF6). NaF pogosto vsebujejo tudi zobne paste, čeprav prevladuje mnenje, da sta za ta namen bolj primerna kositrov(II) fluorid (SnF2) in natrijev monofluorofosfat (Na2PO3F).

### Raba v kemiji
Natrijev fluorid se uporablja v več posebnih kemijskih sintezah in ekstrakcijski metalurgiji. Reagira z elektrofilnimi kloridi, vključno  z acil kloridi, žveplovimi kloridi in fosforjevim kloridom.  Tako kot drugi fluoridi, se tudi natrijev fluorid uporablja v organskih sintezah za substitucijo sililne skupine R3Si (desililacija). Uporablja se lahko tudi za fluoriranje ogljikovodikov s Finkelsteinovo reakcijo. Proces je enostaven in primeren za sintezo majhnih količin produktov, v industriji pa se uporablja bolj redko, ker obstajajo bolj učinkoviti procesi, na primer elektrofluoriranje in Fowlerjev proces. 

### Drugo
NaF se uporablja tudi kot pralno sredstvo in želodčni strup za rastlinojede žuželke. Anorganski fluoridi, kakršni so fluorosilikati in  NaF,  kompleksirajo magnezijeve ione kot magnezijev fluorofosfat, s čimer inhibirajo encime, na primer enolazo, ki potrebuje Mg2+ ione kot prostetično skupino. Zastupitev s fluoridi torej prepreči metabolizem neoksidativnega prenosa fosfata.

## Varnost
Fluoridi, zlasti vodne raztopine natrijevega fluorida, so hitro in precej obsežno absorbirajo.
Fluoridi motijo transport elektronov in presnovo kalcija, ki je bistven za ohranjanje potencialov srčne membrane in urejanje koagulacije krvi. Zaužitje velikih količin fluoridov ali fluorovodikove kisline lahko povzroči usodno aritmijo srca zaradi globoke hipokalcemije. Namerno vdihavanje fluoriranih ogljikovodikov, na primer freona, ki se uporabljajo kot hladilna sredstva v hladilnikih, je lahko smrtno nevarno zaradi domnevne srčne aritmije, ki jo povzroči srčna senzibilizacija na  kateholamine.
Kronično preveliko uživanje fluoridov lahko povzroči otrdelost kosti, poapnenje veznih tkiv   in njihovo kopičenje v zobeh. Natrijev fluorid lahko povzroči draženje ali razjedanje oči, kože in nosne sluznice.
Smrtni odmerek za 70 kg težkega človeka je ocenjen na 5-10 g. Natrijev fluorid je strupen tako pri vdihavanju prahu ali aerosola kot pri zaužitju. Dovolj visoki odmerki dokazano vplivajo srce in ožilje. Na delovnih mestih je za osem urni delovnik predpisana ponderirana povprečna mejna koncentracija 2,5 mg NaF/m3 zraka.
Pri višjih odmerkih, ki se uporabljajo za zdravljenje osteoporoze, lahko čist natrijev fluorid povzroči bolečine v nogah, pri previsokih odmerkih pa nepopolne zlome kosti. Poleg tega draži želodec, včasih tako močno, da povzroči razjede. Tablete natrijevega fluorida s prevlekami, ki upočasnijo njegovo sproščanje, ne povzročajo težav z želodcem in povzročajo blažje  in manj pogoste zaplete s kostmi. Edini negativni stranski učinek nižjih odmerkov, ki se uporabljajo za fluoriranje vode, je zobna fluoroza, ki lahko spremeni videz zob otrok med njihovim razvojem. Učinek je v večini primerov blag in nima nobenega resnega vpliva na estetski videz in javno  zdravje. 